# Liste der Nummer-eins-Hits in Polen (2016)
Dies ist eine Liste der Nummer-eins-Hits in Polen im Jahr 2016. Sie basiert auf den offiziellen Airplay Top 100 und den Album Top 50, die im Auftrag des polnischen Związek Producentów Audio-Video erstellt werden.

## Singles
| ← 2015 ← | Liste der Nummer-eins-Hits in Polen | Liste der Nummer-eins-Hits in Polen | Liste der Nummer-eins-Hits in Polen                                                       | 2017 → |
| \| Zeitraum \| Wo. ges. \| Interpret \| Titel Autor(en) \| Zusätzliche Informationen \| \| (Zeitraum, Wochen auf Platz eins, Interpret, Titel, Autor[en], zusätzliche Informationen) \| \| \| \| \| \| ----------------------------------------------------------------------------------------- \| -------- \| -------------------------------- \| ----------------------------------------------------------------------------------------- \| ---------------------------------------------------------------------------------------------------------------------- \| \| 26. Dezember 2015 – 1. Januar 2016 1 Woche (insgesamt 2) \| 2 \| X Ambassadors \| Renegades Noah Feldshuh, Alexander Grant, Casey Harris, Adam Levin, Samuel Harris \| Fast ein Jahr nach Veröffentlichung des Lieds schaffen es X Ambassadors das erste Mal Platz eins in Polen zu erreichen \| \| 2. Januar 2016 – 8. Januar 2016 1 Woche (insgesamt 2) \| 2 \| Imany \| Don’t Be so Shy (Filatov & Karas Remix) Nadia Mladjao, Stefane Mathias Goldman \| – \| \| 9. Januar 2016 – 15. Januar 2016 1 Woche (insgesamt 2) \| 2 \| X Ambassadors \| Renegades Noah Feldshuh, Alexander Grant, Casey Harris, Adam Levin, Samuel Harris \| – \| \| 16. Januar 2016 – 22. Januar 2016 1 Woche (insgesamt 2) \| 2 \| Duke Dumont \| Ocean Drive Adam George Dyment, Timucin Aluo, Jay Norton, Hal Ritson \| – \| \| 23. Januar 2016 – 29. Januar 2016 1 Woche \| 1 \| Dawid Podsiadło \| W dobrą stronę Dawid Podsiadło, Bogdan Kondracki \| Sein zweites Studioalbum Annoyance and Disappointment erreichte bereits im Vorjahr die Chartspitze in den Albumcharts \| \| 30. Januar 2016 – 5. Februar 2016 1 Woche \| 1 \| The King’s Son feat. Shaggy \| I’m Not Rich (Hitimpulse Remix) Matthieu Mendes, Gia Albert, Ty Brodie \| – \| \| 6. Februar 2016 – 12. Februar 2016 1 Woche \| 1 \| DNCE \| Cake by the Ocean Joe Jonas, Robin Fredriksson, Mattias Larsson, Justin Tranter \| – \| \| 13. Februar 2016 – 26. Februar 2016 2 Wochen \| 2 \| Álvaro Soler \| Agosto Alexander Zuckowski, Álvaro Tauchert Soler, Simon Triebel \| Bereits im Vorjahr konnte der Deutschspanier mit seinem Lied El mismo sol die Chartspitze erreichen. \| \| 27. Februar 2016 – 4. März 2016 1 Woche (insgesamt 2) \| 2 \| Duke Dumont \| Ocean Drive Timucin Aluo, Adam Dyment, James Norton, Hal Ritson \| – \| \| 5. März 2016 – 11. März 2016 1 Woche \| 1 \| Robin Schulz feat. J.U.D.G.E. \| Show Me Love Richard Judge, Junkx, Robin Schulz \| – \| \| 12. März 2016 – 25. März 2016 2 Wochen \| 2 \| Meghan Trainor feat. John Legend \| Like I’m Gonna Lose You Meghan Trainor, Justin Weaver, Caitlyn Smith \| – \| \| 26. März 2016 – 8. April 2016 2 Wochen (insgesamt 3) \| 3 \| Alan Walker \| Faded Alan Walker, Jesper Borgen, Anders Froen, Gunnar Greve Pettersen \| – \| \| 9. April 2016 – 29. April 2016 3 Wochen \| 3 \| Coldplay \| Hymn for the Weekend Guy Berryman, Jonny Buckland, Will Champion, Chris Martin \| Unterstützt werden Coldplay musikalisch im Titel durch Beyoncé \| \| 30. April 2016 – 6. Mai 2016 1 Woche (insgesamt 3) \| 3 \| Alan Walker \| Faded Alan Walker, Jesper Borgen, Anders Froen, Gunnar Greve Pettersen \| – \| \| 7. Mai 2016 – 27. Mai 2016 3 Wochen \| 3 \| Twenty One Pilots \| Stressed Out Tyler Joseph \| – \| \| 28. Mai 2016 – 3. Juni 2016 1 Woche \| 1 \| Dua Lipa \| Be the One Digital Farm Animals, Lucy Taylor \| – \| \| 4. Juni 2016 – 10. Juni 2016 1 Woche (insgesamt 2) \| 2 \| Álvaro Soler \| Sofia Álvaro Tauchert Soler, Simon Triebel, Ali Zuckowski, Jakke Erixson, Nadir Khayat \| – \| \| 11. Juni 2016 – 24. Juni 2016 2 Wochen \| 2 \| C-BooL \| Never Go Away Grzegorz Cebula \| – \| \| 25. Juni 2016 – 1. Juli 2016 1 Woche (insgesamt 2) \| 2 \| Álvaro Soler \| Sofia Álvaro Tauchert Soler, Simon Triebel, Ali Zuckowski, Jakke Erixson, Nadir Khayat \| – \| \| 2. Juli 2016 – 12. August 2016 6 Wochen \| 6 \| Sylwia Grzeszczak \| Tamta dziewczyna Marcin Piotrowski, Sylwia Grzeszczak \| – \| \| 13. August 2016 – 19. August 2016 1 Woche \| 1 \| Natalia Nykiel \| Error Filip Klama \| – \| \| 20. August 2016 – 26. August 2016 1 Woche \| 1 \| Filatov & Karas \| Tell It to My Heart Seth Swirsky, Ernie Gold \| – \| \| 27. August 2016 – 9. September 2016 2 Wochen \| 2 \| Frans \| If I Were Sorry Oscar Fogelström, Michael Saxell, Fredrik Andersson, Frans Jeppsson-Wall \| Beim Eurovision Song Contest 2016 erreichte Frans den 5. Platz mit diesem Lied. \| \| 10. September 2016 – 16. September 2016 1 Woche (insgesamt 5) \| 5 \| LP \| Lost on You Laura Pergolizzi \| – \| \| 17. September 2016 – 23. September 2016 1 Woche \| 1 \| Selena Gomez \| Kill Em with Kindness Antonina Armato, Tim James, Benjamin Levin, Dave Audé, Selena Gomez \| – \| \| 24. September 2016 – 21. Oktober 2016 4 Wochen (insgesamt 5) \| 5 \| LP \| Lost on You Laura Pergolizzi \| – \| \| 22. Oktober 2016 – 28. Oktober 2016 1 Woche \| 1 \| Jonas Blue feat. JP Cooper \| Perfect Strangers Guy James Robin, John Paul Cooper, Alex Smith \| – \| \| 29. Oktober 2016 – 4. November 2016 1 Woche \| 1 \| Shawn Mendes \| Treat You Better Teddy Geiger, Scott Harris, Shawn Mendes \| – \| \| 5. November 2016 – 11. November 2016 1 Woche (insgesamt 3) \| 3 \| Agnieszka Chylińska \| Królowa łez \| – \| \| 12. November 2016 – 18. November 2016 1 Woche (insgesamt 4) \| 4 \| Rihanna \| Love on the Brain Fred Ball, Joseph Angel, Robyn Fenty \| – \| \| 19. November 2016 – 25. November 2016 1 Woche (insgesamt 3) \| 3 \| Agnieszka Chylińska \| Królowa łez \| – \| \| 26. November 2016 – 2. Dezember 2016 1 Woche (insgesamt 4) \| 4 \| Rihanna \| Love on the Brain Fred Ball, Joseph Angel, Robyn Fenty \| – \| \| 3. Dezember 2016 – 9. Dezember 2016 1 Woche (insgesamt 3) \| 3 \| Agnieszka Chylińska \| Królowa łez \| – \| \| 10. Dezember 2016 – 23. Dezember 2016 2 Wochen (insgesamt 4) \| 4 \| Rihanna \| Love on the Brain Fred Ball, Joseph Angel, Robyn Fenty \| – \| \| 24. Dezember 2016 – 30. Dezember 2016 1 Woche \| 1 \| Rag ’n’ Bone Man \| Human Jamie Hartman, Rory Graham \| – \| \| 31. Dezember 2016 – 6. Januar 2017 1 Woche (insgesamt 2) \| 2 \| C-BooL feat. Giang Pham \| Magic Symphony \| – \| |                                     |                                     |                                                                                           | |
| ← 2015 |                                     |                                     |                                                                                           | → 2017 → |
| Zeitraum | Wo. ges.                            | Interpret                           | Titel Autor(en)                                                                           | Zusätzliche Informationen                                                                                              |
| (Zeitraum, Wochen auf Platz eins, Interpret, Titel, Autor[en], zusätzliche Informationen) |                                     |                                     |                                                                                           | |
| 26. Dezember 2015 – 1. Januar 2016 1 Woche (insgesamt 2) | 2                                   | X Ambassadors                       | Renegades Noah Feldshuh, Alexander Grant, Casey Harris, Adam Levin, Samuel Harris         | Fast ein Jahr nach Veröffentlichung des Lieds schaffen es X Ambassadors das erste Mal Platz eins in Polen zu erreichen |
| 2. Januar 2016 – 8. Januar 2016 1 Woche (insgesamt 2) | 2                                   | Imany                               | Don’t Be so Shy (Filatov & Karas Remix) Nadia Mladjao, Stefane Mathias Goldman            | – |
| 9. Januar 2016 – 15. Januar 2016 1 Woche (insgesamt 2) | 2                                   | X Ambassadors                       | Renegades Noah Feldshuh, Alexander Grant, Casey Harris, Adam Levin, Samuel Harris         | – |
| 16. Januar 2016 – 22. Januar 2016 1 Woche (insgesamt 2) | 2                                   | Duke Dumont                         | Ocean Drive Adam George Dyment, Timucin Aluo, Jay Norton, Hal Ritson                      | – |
| 23. Januar 2016 – 29. Januar 2016 1 Woche | 1                                   | Dawid Podsiadło                     | W dobrą stronę Dawid Podsiadło, Bogdan Kondracki                                          | Sein zweites Studioalbum Annoyance and Disappointment erreichte bereits im Vorjahr die Chartspitze in den Albumcharts  |
| 30. Januar 2016 – 5. Februar 2016 1 Woche | 1                                   | The King’s Son feat. Shaggy         | I’m Not Rich (Hitimpulse Remix) Matthieu Mendes, Gia Albert, Ty Brodie                    | – |
| 6. Februar 2016 – 12. Februar 2016 1 Woche | 1                                   | DNCE                                | Cake by the Ocean Joe Jonas, Robin Fredriksson, Mattias Larsson, Justin Tranter           | – |
| 13. Februar 2016 – 26. Februar 2016 2 Wochen | 2                                   | Álvaro Soler                        | Agosto Alexander Zuckowski, Álvaro Tauchert Soler, Simon Triebel                          | Bereits im Vorjahr konnte der Deutschspanier mit seinem Lied El mismo sol die Chartspitze erreichen.                   |
| 27. Februar 2016 – 4. März 2016 1 Woche (insgesamt 2) | 2                                   | Duke Dumont                         | Ocean Drive Timucin Aluo, Adam Dyment, James Norton, Hal Ritson                           | – |
| 5. März 2016 – 11. März 2016 1 Woche | 1                                   | Robin Schulz feat. J.U.D.G.E.       | Show Me Love Richard Judge, Junkx, Robin Schulz                                           | – |
| 12. März 2016 – 25. März 2016 2 Wochen | 2                                   | Meghan Trainor feat. John Legend    | Like I’m Gonna Lose You Meghan Trainor, Justin Weaver, Caitlyn Smith                      | – |
| 26. März 2016 – 8. April 2016 2 Wochen (insgesamt 3) | 3                                   | Alan Walker                         | Faded Alan Walker, Jesper Borgen, Anders Froen, Gunnar Greve Pettersen                    | – |
| 9. April 2016 – 29. April 2016 3 Wochen | 3                                   | Coldplay                            | Hymn for the Weekend Guy Berryman, Jonny Buckland, Will Champion, Chris Martin            | Unterstützt werden Coldplay musikalisch im Titel durch Beyoncé                                                         |
| 30. April 2016 – 6. Mai 2016 1 Woche (insgesamt 3) | 3                                   | Alan Walker                         | Faded Alan Walker, Jesper Borgen, Anders Froen, Gunnar Greve Pettersen                    | – |
| 7. Mai 2016 – 27. Mai 2016 3 Wochen | 3                                   | Twenty One Pilots                   | Stressed Out Tyler Joseph                                                                 | – |
| 28. Mai 2016 – 3. Juni 2016 1 Woche | 1                                   | Dua Lipa                            | Be the One Digital Farm Animals, Lucy Taylor                                              | – |
| 4. Juni 2016 – 10. Juni 2016 1 Woche (insgesamt 2) | 2                                   | Álvaro Soler                        | Sofia Álvaro Tauchert Soler, Simon Triebel, Ali Zuckowski, Jakke Erixson, Nadir Khayat    | – |
| 11. Juni 2016 – 24. Juni 2016 2 Wochen | 2                                   | C-BooL                              | Never Go Away Grzegorz Cebula                                                             | – |
| 25. Juni 2016 – 1. Juli 2016 1 Woche (insgesamt 2) | 2                                   | Álvaro Soler                        | Sofia Álvaro Tauchert Soler, Simon Triebel, Ali Zuckowski, Jakke Erixson, Nadir Khayat    | – |
| 2. Juli 2016 – 12. August 2016 6 Wochen | 6                                   | Sylwia Grzeszczak                   | Tamta dziewczyna Marcin Piotrowski, Sylwia Grzeszczak                                     | – |
| 13. August 2016 – 19. August 2016 1 Woche | 1                                   | Natalia Nykiel                      | Error Filip Klama                                                                         | – |
| 20. August 2016 – 26. August 2016 1 Woche | 1                                   | Filatov & Karas                     | Tell It to My Heart Seth Swirsky, Ernie Gold                                              | – |
| 27. August 2016 – 9. September 2016 2 Wochen | 2                                   | Frans                               | If I Were Sorry Oscar Fogelström, Michael Saxell, Fredrik Andersson, Frans Jeppsson-Wall  | Beim Eurovision Song Contest 2016 erreichte Frans den 5. Platz mit diesem Lied.                                        |
| 10. September 2016 – 16. September 2016 1 Woche (insgesamt 5) | 5                                   | LP                                  | Lost on You Laura Pergolizzi                                                              | – |
| 17. September 2016 – 23. September 2016 1 Woche | 1                                   | Selena Gomez                        | Kill Em with Kindness Antonina Armato, Tim James, Benjamin Levin, Dave Audé, Selena Gomez | – |
| 24. September 2016 – 21. Oktober 2016 4 Wochen (insgesamt 5) | 5                                   | LP                                  | Lost on You Laura Pergolizzi                                                              | – |
| 22. Oktober 2016 – 28. Oktober 2016 1 Woche | 1                                   | Jonas Blue feat. JP Cooper          | Perfect Strangers Guy James Robin, John Paul Cooper, Alex Smith                           | – |
| 29. Oktober 2016 – 4. November 2016 1 Woche | 1                                   | Shawn Mendes                        | Treat You Better Teddy Geiger, Scott Harris, Shawn Mendes                                 | – |
| 5. November 2016 – 11. November 2016 1 Woche (insgesamt 3) | 3                                   | Agnieszka Chylińska                 | Królowa łez                                                                               | – |
| 12. November 2016 – 18. November 2016 1 Woche (insgesamt 4) | 4                                   | Rihanna                             | Love on the Brain Fred Ball, Joseph Angel, Robyn Fenty                                    | – |
| 19. November 2016 – 25. November 2016 1 Woche (insgesamt 3) | 3                                   | Agnieszka Chylińska                 | Królowa łez                                                                               | – |
| 26. November 2016 – 2. Dezember 2016 1 Woche (insgesamt 4) | 4                                   | Rihanna                             | Love on the Brain Fred Ball, Joseph Angel, Robyn Fenty                                    | – |
| 3. Dezember 2016 – 9. Dezember 2016 1 Woche (insgesamt 3) | 3                                   | Agnieszka Chylińska                 | Królowa łez                                                                               | – |
| 10. Dezember 2016 – 23. Dezember 2016 2 Wochen (insgesamt 4) | 4                                   | Rihanna                             | Love on the Brain Fred Ball, Joseph Angel, Robyn Fenty                                    | – |
| 24. Dezember 2016 – 30. Dezember 2016 1 Woche | 1                                   | Rag ’n’ Bone Man                    | Human Jamie Hartman, Rory Graham                                                          | – |
| 31. Dezember 2016 – 6. Januar 2017 1 Woche (insgesamt 2) | 2                                   | C-BooL feat. Giang Pham             | Magic Symphony                                                                            | – |

## Alben
| ← 2015 ← | Liste der Nummer-eins-Hits in Polen | Liste der Nummer-eins-Hits in Polen | Liste der Nummer-eins-Hits in Polen                            | 2017 → |
| \| Zeitraum \| Wo. ges. \| Interpret \| Titel \| Zusätzliche Informationen \| \| (Zeitraum, Wochen auf Platz eins, Interpret, Titel, zusätzliche Informationen) \| \| \| \| \| \| ------------------------------------------------------------------------------ \| -------- \| ------------------------ \| -------------------------------------------------------------- \| -------------------------------------------------------------------------------------------------------------------------- \| \| 3. Dezember 2015 – 13. Januar 2016 6 Wochen \| 6 \| Adele \| 25 \| Bereits vor Charteintritt wurde das Album mit Platin ausgezeichnet, was bisher keinem anderen Interpreten gelang. \| \| 14. Januar 2016 – 20. Januar 2016 1 Woche \| 1 \| George Michael \| Twenty Five \| – \| \| 21. Januar 2016 – 27. Januar 2016 1 Woche \| 1 \| David Bowie \| Blackstar (★) \| – \| \| 28. Januar 2016 – 3. Februar 2016 1 Woche \| 1 \| Beyoncé \| Beyoncé \| – \| \| 4. Februar 2016 – 10. Februar 2016 1 Woche \| 1 \| The Rolling Stones \| Jump Back: The Best of The Rolling Stones \| – \| \| 11. Februar 2016 – 17. Februar 2016 1 Woche \| 1 \| Popek & Matheo \| Król Albanii \| – \| \| 18. Februar 2016 – 24. Februar 2016 1 Woche \| 1 \| Małpa \| Mówi \| – \| \| 25. Februar 2016 – 2. März 2016 1 Woche \| 1 \| Kaliber 44 \| Ułamek tarcia \| – \| \| 3. März 2016 – 9. März 2016 1 Woche \| 1 \| Stanisława Celińska \| Atramentowa... Suplement \| – \| \| 10. März 2016 – 16. März 2016 1 Woche (insgesamt 3) \| 3 \| O.S.T.R. \| Życie po śmierci \| – \| \| 17. März 2016 – 23. März 2016 1 Woche (insgesamt 2) \| 2 \| Ania Dąbrowska \| Dla naiwnych marzycieli \| – \| \| 24. März 2016 – 30. März 2016 1 Woche (insgesamt 3) \| 3 \| O.S.T.R. \| Życie po śmierci \| – \| \| 31. März 2016 – 6. April 2016 1 Woche (insgesamt 2) \| 2 \| Czesław Niemen \| Złota kolekcja (Czas jak rzeka) \| – \| \| 7. April 2016 – 13. April 2016 1 Woche (insgesamt 3) \| 3 \| O.S.T.R. \| Życie po śmierci \| – \| \| 14. April 2016 – 20. April 2016 1 Woche \| 1 \| Verschiedene Interpreten \| Hity na czasie – wiosna 2016 \| – \| \| 21. April 2016 – 27. April 2016 1 Woche \| 1 \| Rasmentalism \| 1985 \| – \| \| 28. April 2016 – 4. Mai 2016 1 Woche (insgesamt 3) \| 3 \| Florence + the Machine \| How Big, How Blue, How Beautiful \| – \| \| 5. Mai 2016 – 11. Mai 2016 1 Woche \| 1 \| Kali \| Krime Story \| – \| \| 12. Mai 2016 – 25. Mai 2016 2 Wochen \| 2 \| Verschiedene Interpreten \| Jazz & the City (Platinum Edition) \| – \| \| 26. Mai 2016 – 1. Juni 2016 1 Woche \| 1 \| Monika Brodka \| Clashes \| – \| \| 2. Juni 2016 – 8. Juni 2016 1 Woche \| 1 \| Magda Umer \| Duety. Tak młodo jak teraz \| – \| \| 9. Juni 2016 – 15. Juni 2016 1 Woche \| 1 \| Dudek P56 \| Kocham życie \| – \| \| 16. Juni 2016 – 22. Juni 2016 1 Woche (insgesamt 2) \| 2 \| Czesław Niemen \| Złota kolekcja (Czas jak rzeka) \| – \| \| 23. Juni 2016 – 29. Juni 2016 1 Woche \| 1 \| Verschiedene Interpreten \| Bravo Hits lato 2016 \| – \| \| 30. Juni 2016 – 13. Juli 2016 2 Wochen \| 2 \| Dżem \| Złota kolekcja (Złoty paw) \| – \| \| 14. Juli 2016 – 27. Juli 2016 2 Wochen \| 2 \| Michał Szpak \| Byle być sobą \| Beim Eurovision Song Contest 2016 belegte er mit seiner Ballade „Color of Your Life“ den achten Platz im Finale für Polen. \| \| 28. Juli 2016 – 10. August 2016 2 Wochen \| 2 \| Sade \| The Ultimate Collection \| – \| \| 11. August 2016 – 24. August 2016 2 Wochen \| 2 \| Verschiedene Interpreten \| Marek Sierocki przedstawia: I Love France (Tylko hity). Vol. 1 \| – \| \| 25. August 2016 – 31. August 2016 1 Woche \| 1 \| Gimpson \| Niepowstrzymany \| – \| \| 1. September 2016 – 7. September 2016 1 Woche \| 1 \| Guns n’ Roses \| Greatest Hits \| – \| \| 8. September 2016 – 14. September 2016 1 Woche \| 1 \| Białas \| H8M4 \| – \| \| 15. September 2016 – 21. September 2016 1 Woche \| 1 \| Amy Winehouse \| Back to Black \| – \| \| 22. September 2016 – 28. September 2016 1 Woche \| 1 \| Verschiedene Interpreten \| Pamiętajmy o Osieckiej. Kolekcja Okularników \| – \| \| 29. September 2016 – 12. Oktober 2016 2 Wochen \| 2 \| KęKę \| Trzecie rzeczy \| – \| \| 13. Oktober 2016 – 26. Oktober 2016 2 Wochen (insgesamt 3) \| 3 \| Agnieszka Chylińska \| Forever Child \| – \| \| 27. Oktober 2016 – 2. November 2016 1 Woche \| 1 \| Kult \| Wstyd \| – \| \| 3. November 2016 – 9. November 2016 1 Woche \| 1 \| Fisz Emade Tworzywo \| Drony \| – \| \| 10. November 2016 – 16. November 2016 1 Woche (insgesamt 3) \| 3 \| Agnieszka Chylińska \| Forever Child \| – \| \| 17. November 2016 – 23. November 2016 1 Woche \| 1 \| Ten Typ Mes \| Ała. \| – \| \| 24. November 2016 – 30. November 2016 1 Woche (insgesamt 2) \| 2 \| Leonard Cohen \| You Want It Darker \| – \| \| 1. Dezember 2016 – 7. Dezember 2016 1 Woche (insgesamt 4) \| 4 \| Metallica \| Hardwired…to Self-Destruct \| – \| \| 8. Dezember 2016 – 14. Dezember 2016 1 Woche \| 1 \| Paluch \| Ostatni krzyk osiedla \| – \| \| 15. Dezember 2016 – 21. Dezember 2016 1 Woche \| 1 \| Tede & Sir Mich \| Keptn \| – \| \| 22. Dezember 2016 – 11. Januar 2017 3 Wochen (insgesamt 4) \| 4 \| Metallica \| Hardwired…to Self-Destruct \| – \| |                                     |                                     |                                                                | |
| ← 2015 |                                     |                                     |                                                                | → 2017 → |
| Zeitraum | Wo. ges.                            | Interpret                           | Titel                                                          | Zusätzliche Informationen                                                                                                  |
| (Zeitraum, Wochen auf Platz eins, Interpret, Titel, zusätzliche Informationen) |                                     |                                     |                                                                | |
| 3. Dezember 2015 – 13. Januar 2016 6 Wochen | 6                                   | Adele                               | 25                                                             | Bereits vor Charteintritt wurde das Album mit Platin ausgezeichnet, was bisher keinem anderen Interpreten gelang.          |
| 14. Januar 2016 – 20. Januar 2016 1 Woche | 1                                   | George Michael                      | Twenty Five                                                    | – |
| 21. Januar 2016 – 27. Januar 2016 1 Woche | 1                                   | David Bowie                         | Blackstar (★)                                                  | – |
| 28. Januar 2016 – 3. Februar 2016 1 Woche | 1                                   | Beyoncé                             | Beyoncé                                                        | – |
| 4. Februar 2016 – 10. Februar 2016 1 Woche | 1                                   | The Rolling Stones                  | Jump Back: The Best of The Rolling Stones                      | – |
| 11. Februar 2016 – 17. Februar 2016 1 Woche | 1                                   | Popek & Matheo                      | Król Albanii                                                   | – |
| 18. Februar 2016 – 24. Februar 2016 1 Woche | 1                                   | Małpa                               | Mówi                                                           | – |
| 25. Februar 2016 – 2. März 2016 1 Woche | 1                                   | Kaliber 44                          | Ułamek tarcia                                                  | – |
| 3. März 2016 – 9. März 2016 1 Woche | 1                                   | Stanisława Celińska                 | Atramentowa... Suplement                                       | – |
| 10. März 2016 – 16. März 2016 1 Woche (insgesamt 3) | 3                                   | O.S.T.R.                            | Życie po śmierci                                               | – |
| 17. März 2016 – 23. März 2016 1 Woche (insgesamt 2) | 2                                   | Ania Dąbrowska                      | Dla naiwnych marzycieli                                        | – |
| 24. März 2016 – 30. März 2016 1 Woche (insgesamt 3) | 3                                   | O.S.T.R.                            | Życie po śmierci                                               | – |
| 31. März 2016 – 6. April 2016 1 Woche (insgesamt 2) | 2                                   | Czesław Niemen                      | Złota kolekcja (Czas jak rzeka)                                | – |
| 7. April 2016 – 13. April 2016 1 Woche (insgesamt 3) | 3                                   | O.S.T.R.                            | Życie po śmierci                                               | – |
| 14. April 2016 – 20. April 2016 1 Woche | 1                                   | Verschiedene Interpreten            | Hity na czasie – wiosna 2016                                   | – |
| 21. April 2016 – 27. April 2016 1 Woche | 1                                   | Rasmentalism                        | 1985                                                           | – |
| 28. April 2016 – 4. Mai 2016 1 Woche (insgesamt 3) | 3                                   | Florence + the Machine              | How Big, How Blue, How Beautiful                               | – |
| 5. Mai 2016 – 11. Mai 2016 1 Woche | 1                                   | Kali                                | Krime Story                                                    | – |
| 12. Mai 2016 – 25. Mai 2016 2 Wochen | 2                                   | Verschiedene Interpreten            | Jazz & the City (Platinum Edition)                             | – |
| 26. Mai 2016 – 1. Juni 2016 1 Woche | 1                                   | Monika Brodka                       | Clashes                                                        | – |
| 2. Juni 2016 – 8. Juni 2016 1 Woche | 1                                   | Magda Umer                          | Duety. Tak młodo jak teraz                                     | – |
| 9. Juni 2016 – 15. Juni 2016 1 Woche | 1                                   | Dudek P56                           | Kocham życie                                                   | – |
| 16. Juni 2016 – 22. Juni 2016 1 Woche (insgesamt 2) | 2                                   | Czesław Niemen                      | Złota kolekcja (Czas jak rzeka)                                | – |
| 23. Juni 2016 – 29. Juni 2016 1 Woche | 1                                   | Verschiedene Interpreten            | Bravo Hits lato 2016                                           | – |
| 30. Juni 2016 – 13. Juli 2016 2 Wochen | 2                                   | Dżem                                | Złota kolekcja (Złoty paw)                                     | – |
| 14. Juli 2016 – 27. Juli 2016 2 Wochen | 2                                   | Michał Szpak                        | Byle być sobą                                                  | Beim Eurovision Song Contest 2016 belegte er mit seiner Ballade „Color of Your Life“ den achten Platz im Finale für Polen. |
| 28. Juli 2016 – 10. August 2016 2 Wochen | 2                                   | Sade                                | The Ultimate Collection                                        | – |
| 11. August 2016 – 24. August 2016 2 Wochen | 2                                   | Verschiedene Interpreten            | Marek Sierocki przedstawia: I Love France (Tylko hity). Vol. 1 | – |
| 25. August 2016 – 31. August 2016 1 Woche | 1                                   | Gimpson                             | Niepowstrzymany                                                | – |
| 1. September 2016 – 7. September 2016 1 Woche | 1                                   | Guns n’ Roses                       | Greatest Hits                                                  | – |
| 8. September 2016 – 14. September 2016 1 Woche | 1                                   | Białas                              | H8M4                                                           | – |
| 15. September 2016 – 21. September 2016 1 Woche | 1                                   | Amy Winehouse                       | Back to Black                                                  | – |
| 22. September 2016 – 28. September 2016 1 Woche | 1                                   | Verschiedene Interpreten            | Pamiętajmy o Osieckiej. Kolekcja Okularników                   | – |
| 29. September 2016 – 12. Oktober 2016 2 Wochen | 2                                   | KęKę                                | Trzecie rzeczy                                                 | – |
| 13. Oktober 2016 – 26. Oktober 2016 2 Wochen (insgesamt 3) | 3                                   | Agnieszka Chylińska                 | Forever Child                                                  | – |
| 27. Oktober 2016 – 2. November 2016 1 Woche | 1                                   | Kult                                | Wstyd                                                          | – |
| 3. November 2016 – 9. November 2016 1 Woche | 1                                   | Fisz Emade Tworzywo                 | Drony                                                          | – |
| 10. November 2016 – 16. November 2016 1 Woche (insgesamt 3) | 3                                   | Agnieszka Chylińska                 | Forever Child                                                  | – |
| 17. November 2016 – 23. November 2016 1 Woche | 1                                   | Ten Typ Mes                         | Ała.                                                           | – |
| 24. November 2016 – 30. November 2016 1 Woche (insgesamt 2) | 2                                   | Leonard Cohen                       | You Want It Darker                                             | – |
| 1. Dezember 2016 – 7. Dezember 2016 1 Woche (insgesamt 4) | 4                                   | Metallica                           | Hardwired…to Self-Destruct                                     | – |
| 8. Dezember 2016 – 14. Dezember 2016 1 Woche | 1                                   | Paluch                              | Ostatni krzyk osiedla                                          | – |
| 15. Dezember 2016 – 21. Dezember 2016 1 Woche | 1                                   | Tede & Sir Mich                     | Keptn                                                          | – |
| 22. Dezember 2016 – 11. Januar 2017 3 Wochen (insgesamt 4) | 4                                   | Metallica                           | Hardwired…to Self-Destruct                                     | – |